# Blepephaeus lemoulti
Blepephaeus lemoulti là một loài bọ cánh cứng trong họ Cerambycidae.